# PPP1R18
A subunidade reguladora 18 da proteína fosfatase 1 é uma proteína do 6º cromossomo humano, uma substância orgânica molecular codificada pelo gene PPP1R18.